# Aleksandr Petrov
Aleksandr Petrov (* 25. Mai 1983 in Püssi, Estnische SSR, Sowjetunion) ist ein estnisch-italienischer Eishockeyspieler, der seit 2020 beim HC Milano Bears unter Vertrag steht und mit dem Klub in der Division I der Italian Hockey League spielt.

## Karriere
Petrov begann seine Karriere als Eishockeyspieler beim HK Central Kohtla-Järve, für den er als 15-Jähriger in der Meistriliiga debütierte. 2001 wechselte er zum HK Spartak Sankt Petersburg in die Wysschaja Liga, die zweithöchste russische Spielklasse. Bereits 2002 kehrte er für ein Jahr zu Central Kohtla-Järve zurück. Seit 2003 spielt er ununterbrochen im Ausland: Je einem Jahr beim HK Liepājas Metalurgs in Litauen und bei Salamat in Finnland folgten sechs Jahre in Italien, wobei ihm 2009 mit dem HC Valpellice der Aufstieg in die Serie A1 gelang. Nach einem Jahr in Frankreich beim Montpellier Agglomération Hockey Club und zwei Jahren bei den Kongsvinger Knights aus Norwegen, wo er 2014 Topscorer und bester Vorbereiter  der zweitklassigen 1. divisjon wurde und auch die beste Plus/Minus-Bilanz erreichte, kehrte er nach Italien zurück, wo er nach einem Jahr bei Hockey Milano Rossoblu in der Spielzeit 2015/16 erneut beim HC Valpellice in der Serie A auf dem Eis stand, mit dem er die Coppa Italia gewann. Anschließend kehrte er zu Rossoblu zurück. Auch mit den Mailändern konnte er die Coppa gewinnen (2017 und 2018) und zudem 2017 den Meistertitel in der Serie B erringen. 2018 wechselte er mit der Mannschaft in die multinationale Alps Hockey League. Nach einem Jahr beim HC Valp Eagle in der Italian Hockey League, der zweithöchsten italienischen Spielklasse, wechselte er 2020 in die klassentiefere Division I der Italien Hockey League zum HC Milano Bears, der aus seinem früheren Klub Hockey Milano Rossoblu herausgelöst wurde.

### International
Im Juniorenbereich nahm Petrov für Estland an den U18-Weltmeisterschaften der Europa-Division I 1999 und 2000 und der Division II 2001 sowie der U20-C-Weltmeisterschaft 2000 und den U20-Titelkämpfen der Division II 2001 und 2003 und der Division III 2002 teil. Petrov ist bis heute bester Torschütze und nach Robert Rooba zweitbester Scorer der Estnischen U20-Auswahl.
Mit der Herren-Nationalmannschaft spielte er bei den Weltmeisterschaften der Division I 2001, 2003, 2004, 2005, 2006, 2007, 2008, 2011, 2016, 2017, 2018 und 2019 sowie der Division II 2002, 2009, als er als Topscorer und Torschützenkönig des Turniers auch zum besten Stürmer des Turniers gewählt wurde, 2010, als jeweils drittbester Scorer und Vorbereiter hinter seinen Landsleuten Andrei Makrov und Dimitri Suur sowie gemeinsam mit dem Isländer Emil Alengård und dem Rumänen Csanád Virág drittbester Torschütze hinter Makrov und seinem Landsmann Anton Nekrassov war, und 2012, als er zum besten Stürmer des Turniers gewählt wurde, gemeinsam mit seinem Mannschaftskameraden Aleksei Sibirtsev nach dem Kroaten Andy Sertich zweitbester Torschütze, nach dessen Landsmann Joel Prpic zweitbester Torvorbereiter und gemeinsam mit Sertich hinter Prpic auch zweitbester Scorer des Turniers war, teil. Zudem vertrat er seine Farben bei den Qualifikationsturnieren für die Olympischen Winterspiele 2006 in Turin und 2018 in Pyeongchang.

## Erfolge und Auszeichnungen
- 2002 Aufstieg in die Division II bei der U20-Weltmeisterschaft der Division III
- 2002 Aufstieg in die Division I bei der Weltmeisterschaft der Division II, Gruppe A
- 2003 Aufstieg in die Division I bei der U20-Weltmeisterschaft der Division II, Gruppe A
- 2009 Aufstieg in die italienische Serie A1 mit dem HC Valpellice
- 2009 Bester Stürmer, Topscorer und Torschützenkönig bei der Weltmeisterschaft der Division II, Gruppe A
- 2010 Aufstieg in die Division I, Gruppe B, bei der Weltmeisterschaft der Division II, Gruppe B
- 2012 Aufstieg in die Division I, Gruppe B, bei der Weltmeisterschaft der Division II, Gruppe A
- 2012 Bester Stürmer bei der Weltmeisterschaft der Division II, Gruppe A
- 2014 Topscorer, bester Vorbereiter und beste Plus/Minus-Bilanz der norwegischen 1. divisjon
- 2016 Italienischer Pokalsieger mit dem HC Valpellice
- 2017 Italienischer Pokalsieger mit Hockey Milano Rossoblu
- 2017 Sieger der Serie B mit Milano Rossoblu
- 2018 Italienischer Pokalsieger mit Hockey Milano Rossoblu